# Хронологія рекордів Європи з напівмарафону серед жінок
Рекорди Європи з напівмарафону визнаються Європейською легкоатлетичною асоціацією з-поміж результатів, які показали європейські легкоатлетки на шосейній дистанції, за умови дотримання встановлених вимог.

## Хронологія рекордів

### Змішані забіги
| Результат                               | Атлетка                   | Місто змагань | Дата змагань | Примітки | Відео            |
| --------------------------------------- | ------------------------- | ------------- | ------------ | -------- | ---------------- |
| 1:06.25                                 | Лорна Кіплагат Нідерланди | Удіне         | 14.10.2007   |          |                  |
| 1:05.15                                 | Сіфан Гассан Нідерланди   | Копенгаген    | 16.09.2018   | [ 1 ]    | Відео на YouTube |
| 6 років, 190 днів від дати встановлення |                           |               |              |          |                  |

### Жіночі забіги
| Результат                              | Атлетка                   | Місто змагань | Дата змагань | Примітки    | Відео            |
| -------------------------------------- | ------------------------- | ------------- | ------------ | ----------- | ---------------- |
| 1:06.25                                | Лорна Кіплагат Нідерланди | Удіне         | 14.10.2007   |             |                  |
| 1:05.18                                | Мелат Кеджета Німеччина   | Гдиня         | 17.10.2020   | [ 2 ] [ 3 ] | Відео на YouTube |
| 4 роки, 159 днів від дати встановлення |                           |               |              |             |                  |